# Posen Potato Festival

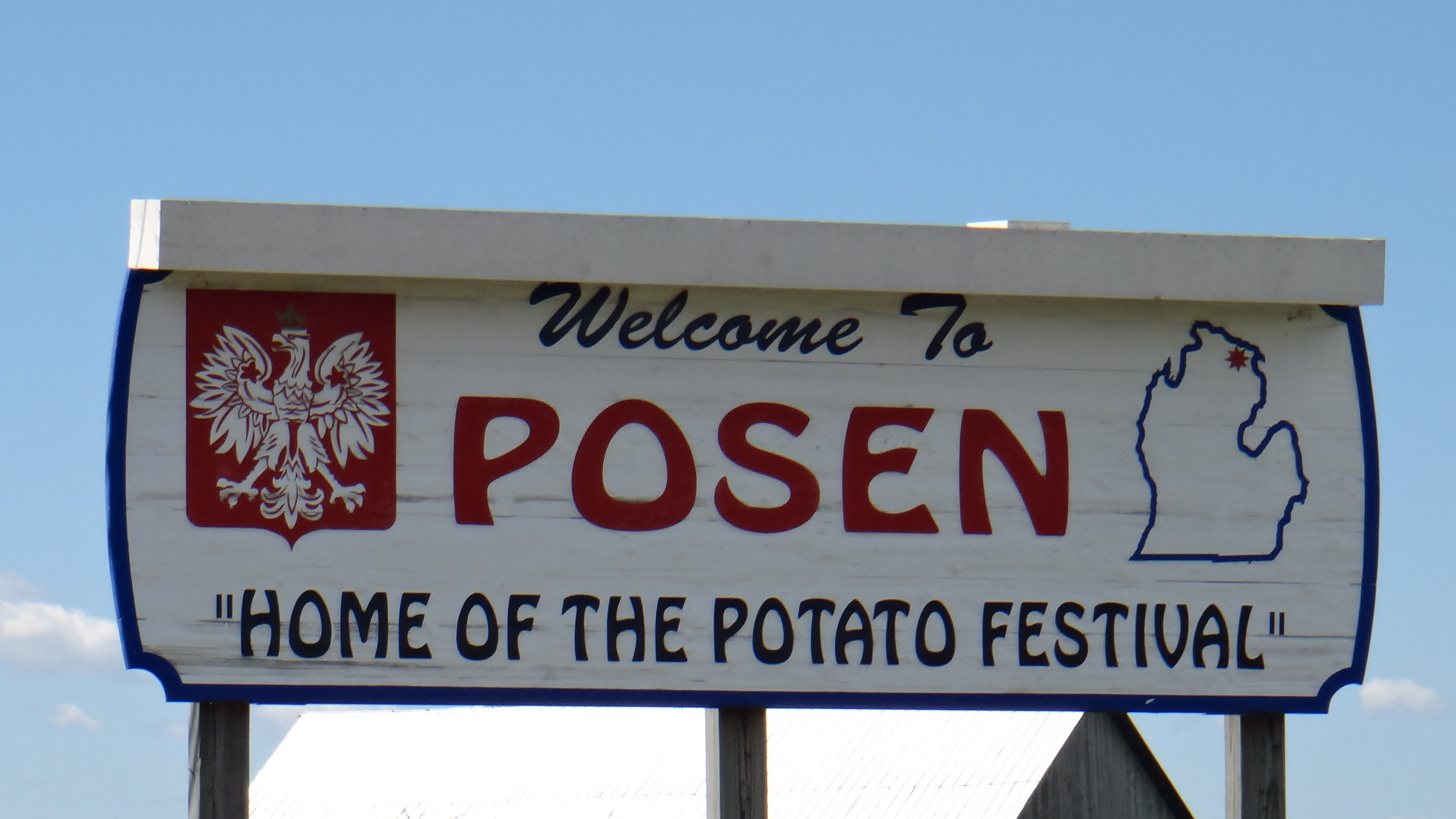
Tablica witająca w Posen, domu Festiwalu Ziemniaka

Posen Potato Festival (pol. Festiwal Ziemniaka w Posen) – festiwal gastronomiczny, który odbywa się corocznie w Posen, wiosce w stanie Michigan, USA. Festiwal ten jest organizowany od ponad 50 lat. W miejscowości Posen zamieszkuje wiele osób polskiego pochodzenia, dlatego impreza ta nie skupia się jedynie na ziemniaku, podobnie jak na innych festiwalach gastronomicznych, ale koncentruje się również na polskiej kulturze, włączając w to tradycyjne stroje, tańce takie jak polka, rzemiosło, rękodzielnictwo i inne.
Posen Potato Festival odbywa się każdego roku w pierwszy weekend po Dniu Pracy w USA we wrześniu, od piątku do niedzieli. Okres ten wypełniony jest paradami, rodzinnymi zabawami, rozrywką na żywo oraz jedzeniem. Na festiwalu odbywa się również konkurs gotowania ziemniaków. Najsłynniejszym kucharzem ziemniaków z Posen jest Beatrice Richard, która w tym konkursie brała udział 46 razy.
Stan Michigan ma długą tradycję produkcji ziemniaków, która ma związek z chłodnym i wilgotnym klimatem oraz piaskową glebą. Znaczenie ma również wysoka pozycja Polski w ogólnoświatowych zbiorach ziemniaka, co przy dużej ilości imigrantów z tego kraju w Posen, czyni tę miejscowość naturalną lokalizacją dla uczczenia tego warzywa. Stan Michigan jest liderem produkcji ziemniaków przeznaczonych na chipsy oraz nowych odmian (z czerwoną skórką) w USA. Zbiory rozpoczynają się w lipcu, kończą zaś w październiku. Hrabstwo Montcalm i Bay są głównymi producentami ziemniaków w Michigan.